# Pevensey Bay
Pevensey Bay – wieś w Anglii, w hrabstwie East Sussex. Leży 7 km od miasta Eastbourne, 25,1 km od miasta Lewes i 84 km od Londynu. W 2015 miejscowość liczyła 2929 mieszkańców.